# Јодрак Салакдаи
Нипхон Плајван (тај. สิบตำรวจโทนิพนธ์ ไพรวัลย์; Пхичит, 6. фебруар 1956 — Бангкок, 9. август 2008), познатији као Јодрак Салакдаи (тај. ยอดรัก สลักใจ), био је тајландски певач и глумац.

## Биографија
Рођен је 6. фебруара 1956. године у Пхичит. У индустрију је ушао 1975. године, а прославио се 1977. музичким албумом Jod Mai Jak Neaw Na . Преминуо је 9. августа 2008. године у Бангкоку.

## Дискографија
- Jod Mai Jak Neaw Na (จดหมายจากแนวหน้า)
- Hom Tong Non Tay (ห่มธงนอนตาย)
- Khad Khon Hung Kaw (ขาดคนหุงข้าว)
- Ai Num Too Pleang (ไอ้หนุ่มตู้เพลง)
- Khad Nguen Khad Rak (ขาดเงินขาดรัก)
- Sam Sib Yang Jeaw (สามสิบยังแจ๋ว)
- Aao Nae (เอาแน่)
- Jam Jai Doo (จำใจดู)
- Long Luea Ha Rak (ล่องเรือหารัก)
- Kha Tha Ma Ha Ni Yom (คาถามหานิยม)
- Ar Ray Koe Koo (อะไรก็กู)
- Khob Khun Fan Pleang (ขอบคุณแฟนเพลง)